# Канембу (мова)
Канембу — мова, носіями якої є близько 461 тис осіб у Чаді, переважно людей народності канембу. Належить до західної гілки сахарської сім'ї гіпотетичної ніло-сахарської макросім'ї. Раніше її розглядали як діалект мови  канурі, нині — швидше як окрему мову. Вважається окремою мовою частіше від інших мов канурі.

## Писемність
Писемність мови канембу — на основі латиниці або арабського письма.